# East Bank
East Bank es un pueblo ubicado en el condado de Kanawha en el estado estadounidense de Virginia Occidental. En el Censo de 2010 tenía una población de 959 habitantes y una densidad poblacional de 768,2 personas por km².

## Geografía
East Bank se encuentra ubicado en las coordenadas 38°12′55″N 81°26′39″O / 38.21528, -81.44417. Según la Oficina del Censo de los Estados Unidos, East Bank tiene una superficie total de 1.25 km², de la cual 1.25 km² corresponden a tierra firme y (0%) 0 km² es agua.

## Demografía
Según el censo de 2010, había 959 personas residiendo en East Bank. La densidad de población era de 768,2 hab./km². De los 959 habitantes, East Bank estaba compuesto por el 98.12% blancos, el 0.73% eran afroamericanos, el 0.42% eran amerindios, el 0.1% eran asiáticos, el 0% eran isleños del Pacífico, el 0% eran de otras razas y el 0.63% pertenecían a dos o más razas. Del total de la población el 0.31% eran hispanos o latinos de cualquier raza.